# 龍二
龍二（りゅうじ、1978年8月26日 - ）は、日本の男性キックボクサー。大分県出身。REALDEALジム所属。
酒が好物であり、2006年には肝臓を患い練習中に肝臓から出血し、集中治療室で生死をさまよった。その後、1年半リングから離れた。

## 来歴
2005年6月19日、R.I.S.E.で我龍真吾と対戦し、大差（30-25、30-25、30-24）で判定勝ち。1Rに右ストレートで2ダウン、2Rにも右ストレートで1ダウン、3Rにも左フックで1ダウンを奪い大差でリードしていたが、3R終盤には試合前の我龍の提案に乗る形で足を止めての打ち合いを見せた。
2006年4月30日に開催された「R.I.S.E. XXV」のメインイベントで磨裟留と対戦予定だったが、外傷性肝損傷により大会直前になって欠場となった。
2007年4月12日、「R.I.S.E. FIREBALL 1」で須藤信充と対戦予定であったが、須藤が腰を負傷したため、代わって磨裟留と対戦し、2RKO勝ち。
2007年10月28日、「R.I.S.E. -β- "L7"」で4月に中止となった須藤信充とDEAD OR ALIVE TOURNAMENT出場権を賭け対戦し、1R右フックでKO勝ち。
2007年12月16日、「R.I.S.E. DEAD OR ALIVE TOURNAMENT '07」に参加。1回戦で屋比久を2RKO勝ち、続く準決勝で日菜太に2RKO勝ち、決勝戦で池井佑丞に3RKO勝ちし、優勝を果たした。2007年の試合は勝っても負けてもすべてKO決着となった。
2008年2月2日、K-1初参戦となった「K-1 WORLD MAX 2008 〜日本代表決定トーナメント〜」の1回戦でHAYATOと対戦。互角の展開を見せるも判定負け。
2008年5月11日、R.I.S.E. 46の-70kg王座決定トーナメント1回戦で廣野祐に判定勝ちするも、7月4日の決勝で日菜太に判定負けし、王座獲得を逃した。
2009年4月21日、K-1 WORLD MAX 2009 FINAL16のオープニングファイトでTATSUJIと対戦し、僅差の判定負けを喫した。
2009年5月31日、RISE 55で白須康仁と対戦し、判定勝ち。11月22日、RISE 60の第2代RISE 70kg王者 & 2010年K-1 WORLD MAX日本代表決定トーナメント出場者決定戦で白須と再戦し、判定勝ち。
2010年3月12日、長男が誕生した。
2010年3月27日、K-1 WORLD MAX 2010 〜-70kg Japan Tournament〜の1回戦で、2008年日本王者の城戸康裕からダウンを奪い判定勝ちするも、準決勝では長島☆自演乙☆雄一郎にKO負けを喫した。
2010年11月16日、眼の怪我による引退が発表され、保持していたミドル級（70kg）王座も返上した。

## 戦績
| キックボクシング 戦績 | キックボクシング 戦績 | キックボクシング 戦績 | キックボクシング 戦績 | キックボクシング 戦績 | キックボクシング 戦績 | キックボクシング 戦績 |
| --------------------- | --------------------- | --------------------- | --------------------- | --------------------- | --------------------- | --------------------- |
| 37 試合               | (T)KO                 | 判定                  | その他                | 引き分け              | 無効試合              |                       |
| 29 勝                 | 16                    |                       |                       | 0                     | 0                     |                       |
| 8 敗                  |                       |                       |                       | 0                     | 0                     |                       |

| 勝敗 | 対戦相手           | 試合結果                                | 大会名                                                                                   | 開催年月日     |
| ×    | 長島☆自演乙☆雄一郎 | 1R 1:44 KO（2ノックダウン：パンチ連打） | K-1 WORLD MAX 2010 〜-70kg Japan Tournament〜 【準決勝】                                 | 2010年3月27日  |
| ○    | 城戸康裕           | 3R終了 判定2-0                          | K-1 WORLD MAX 2010 〜-70kg Japan Tournament〜 【1回戦】                                  | 2010年3月27日  |
| ○    | 白須康仁           | 5R終了 判定3-0                          | RISE 60 【第2代RISE 70kg王者 & 2010年K-1 WORLD MAX日本代表決定トーナメント出場者決定戦】 | 2009年11月22日 |
| ○    | 白須康仁           | 3R+延長R終了 判定3-0                    | RISE 55                                                                                  | 2009年5月31日  |
| ×    | TATSUJI            | 3R終了 判定0-2                          | K-1 WORLD MAX 2009 World Championship Tournament FINAL16 【オープニングファイト】        | 2009年4月21日  |
| ○    | 池井佑丞           | 3R終了 判定2-0                          | R.I.S.E. 51                                                                              | 2008年11月30日 |
| ○    | 喜入衆             | 3R終了 判定2-0                          | R.I.S.E. 50                                                                              | 2008年9月28日  |
| ×    | 日菜太             | 3R終了 判定0-3                          | R.I.S.E. 48 〜THE KING OF GLADIATORs '08〜 【R.I.S.E. -70kg CHAMPION MATCH】             | 2008年7月4日   |
| ○    | 廣野祐             | 3R+延長R終了 判定3-0                    | R.I.S.E. 46 〜THE KING OF GLADIATORs '08〜 【R.I.S.E. -70kg CHAMPION MATCH】             | 2008年5月11日  |
| ×    | HAYATO             | 3R終了 判定0-2                          | K-1 WORLD MAX 2008 〜日本代表決定トーナメント〜 【1回戦】                                | 2008年2月2日   |
| ○    | 池井佑丞           | 3R 1:51 TKO（右フック）                 | R.I.S.E. DEAD OR ALIVE TOURNAMENT '07 【決勝】                                           | 2007年12月16日 |
| ○    | 日菜太             | 2R 1:40 KO（2ノックダウン：右フック）   | R.I.S.E. DEAD OR ALIVE TOURNAMENT '07 【準決勝】                                         | 2007年12月16日 |
| ○    | 屋比久             | 2R 2:59 KO（右ローキック）              | R.I.S.E. DEAD OR ALIVE TOURNAMENT '07 【1回戦】                                          | 2007年12月16日 |
| ○    | 須藤信充           | 1R 1:38 KO（右フック）                  | R.I.S.E. -β- "L7" 【DoA '07 LAST SURVIVAL】                                              | 2007年10月28日 |
| ×    | 拳士               | 1R 2:55 KO                              | R.I.S.E. FLASH to CRUSH TOURNAMENT '07 【スペシャルマッチ】                              | 2007年6月17日  |
| ○    | 磨裟留             | 2R 1:58 KO（3ノックダウン）             | R.I.S.E. FIREBALL 1                                                                      | 2007年4月12日  |
| ×    | 白虎               | 3R終了 判定1-2                          | R.I.S.E. DEAD OR ALIVE TOURNAMENT '05 【1回戦】                                          | 2005年12月18日 |
| ○    | 我龍真吾           | 3R終了 判定3-0                          | R.I.S.E. G-BAZOOKA TOURNAMENT '05 【ワンマッチ】                                         | 2005年6月19日  |
| ○    | 菊池浩一           | 5R終了 判定3-0                          | SHOOT BOXING 2005 20th ANNIVERSARY SERIES 4th                                            | 2005年4月29日  |
| ○    | K・ルイス          | 3R 2:31 TKO                             | R.I.S.E. XIII                                                                            | 2005年2月20日  |
| ○    | TATSUJI            | 3R終了 判定2-0                          | R.I.S.E. DEAD or ALIVE Tournament '04 【リザーブマッチ】                                 | 2004年12月29日 |
| ○    | 佐藤龍男           | 1R 2:38 TKO（タオル投入）               | R.I.S.E. IX                                                                              | 2004年9月26日  |
| ○    | 井上慎一郎         | 延長R KO（ローキック）                  | バトルイベントREALDEAL                                                                   | 2004年6月20日  |
| ○    | 高橋忠一郎         | 2R終了 判定3-0                          | R.I.S.E. Dead or Alive Tournament 【リザーブマッチ】                                     | 2003年12月23日 |

## 獲得タイトル
- R.I.S.E. DEAD OR ALIVE TOURNAMENT '07 優勝
- 第2代 RISE70kg級 王座